# Silvano Tintori
Silvano Maria Tintori (Novara, 4 febbraio 1929 – Milano, 10 febbraio 2020) è stato un architetto italiano.
Sempre al centro dei principali processi di elaborazione disciplinare del suo tempo, ha collaborato a partire dalla seconda metà degli anni '50 con Ernesto Nathan Rogers presso la Facoltà di Architettura del Politecnico di Milano e con lo studio BBPR, quindi con il Centro Studi di Casabella. Con il suo studio professionale, dal '59 in collaborazione con Maurizio Calzavara, integra gli impegni in campo urbanistico con alcuni degli interventi architettonici più significativi di ricucitura urbana del centro di Milano.
Impegnato nella ricerca degli anni '60 con la collaborazione con l'I.L.R.E.S (Istituto Lombardo di Ricerche Economiche e Sociali) diretto da Giancarlo De Carlo, la Triennale, il gruppo formatosi attorno al P.I.M. (Piano Intercomunale Milanese), i tanti piani e il minuzioso lavoro per la Regione Lombardia, sempre instancabilmente intrecciati alla ricerca storiografica ed alla pratica del progetto. 

## Biografia
- 1947 Si iscrive alla Facoltà di Architettura del Politecnico di Milano.
- 1950/1954 Interrompe gli studi, dopo aver terminato il terzo corso, per dedicarsi alla scenografia.
- 1954/1956 Riprende i propri studi sempre a Milano dove si laurea nel 1956 con una tesi dedicata alla sistemazione della zona Teatro alla Scala.
- 1956/1959 È chiamato dal prof. Ernesto Nathan Rogers come assistente volontario presso il corso di "Caratteri stilistici e costruttivi dei monumenti" della Facoltà di Architettura di Milano ed entra a far parte del centro studi della rivista Casabella/Continuità. Opera come collaboratore negli studi professionali di Fredy Drugman, Giò Ponti e, più a lungo, BBPR. Partecipa al dibattito sul Piano Regionale Lombardo ed è eletto, al momento della costituzione dell'organo, nella segreteria tecnica della Lega dei Comuni democratici.
- 1959/1964 Nel 1959, insieme a Maurizio Calzavara, apre un proprio studio professionale a Milano impegnato prevalentemente nella progettazione edilizia. In collaborazione con Aldo Rossi porta avanti una ricerca sugli aspetti urbanistici del problema delle aree arretrate in Italia e in Europa, condotta su invito del Centro di difesa e prevenzione sociale. È coordinatore, del progetto I.L.R.E.S. (Istituto Lombardo di Ricerche Economiche e Sociali) diretto da Giancarlo De Carlo su "I rapporti fra strumenti normativi e la morfologia di un'area" e partecipa alla XII Triennale dove con Francesco Gnecchi Ruscone, Piero Monti e Carlo Santi, si propone di affrontare il tema del recupero urbanistico-edilizio del quartiere delle Cinque Vie nel centro storico di Milano. Partecipa al Comitato Direttivo del Centro Studi, creato nel 1962 per la redazione di un progetto di Piano Intercomunale dell'area milanese. Nel 1960 riceve il primo incarico di docenza universitaria presso il corso superiore di Disegno Industriale di Venezia. Conseguita la libera docenza di urbanistica, compie numerosi viaggi di lavoro in Africa che gli ripropongono l'argomento delle aree arretrate e, con esso, quello ormai incipiente dell'uso delle risorse ambientali.
- 1968/1975 Accentua la propria attenzione all'urbanistica, attendendo ai Piani Regolatori di Chieti e di Ancona (quest'ultimo in collaborazione con R. Ballardini, Giuseppe Campos Venuti e R. Zani) come alla istanza di autorizzazione preventiva alla revisione generale del Piano Regolatore di Genova. Diventa assiduo collaboratore dell'Amministrazione Comunale di Milano nel campo della ricerca sul controllo della produzione edilizia.
- 1975/1978 Porta al dibattito progetti di Variante generale del Piano Regolatore di Mantova e della Variante Integrativa per il centro storico del Piano Regolatore di Lodi incominciata nel 1977.
- 1978/1981 L'Amministrazione Comunale di Lodi gli affida l'incarico della Variante Integrativa del P.R.G. per il centro storico. Nel 1981 vince il concorso universitario di "prima fascia" e viene chiamato come professore straordinario di Urbanistica l presso la Facoltà di Architettura del Politecnico di Milano. Riprende il lavoro di progettazione di tre edifici civili che troveranno esecuzione a Milano durante gli anni ottanta: a destinazione residenziale nelle vie Pontaccio/san Simpliciano e nella piazza Marengo e per uffici in viale Rastrelli.
- 1981/1985 Vengono approvati gli strumenti urbanistici generali predisposti per Lodi e Mantova: l'Amministrazione comunale di questa seconda città gli affida l'incarico di redigere il Piano Particolareggiato di uno dei plessi polifunzionali previsti nel PRG.
- 1985/1989 Porta all'approvazione il Piano Regolatore per il Comune di Lumezzane, centro delle valli bresciane a struttura produttiva ed ambientale complessa (1988). Viene incaricato del Piano Direttore per Lodi, capoluogo di provincia, dei Piani Regolatori di Foppolo (Bergamo), Cervia-Milano Marittima (Ravenna) e Codogno (Milano). Coordina il Nucleo Operativo della Provincia di Brescia nell'ambito della pianificazione territoriale ex lege 431 del 1985, ritornando in diverse occasioni sui temi dell'ambiente e del paesaggio; collabora con la Regione Lombardia alla stesura degli indirizzi del Piano Territoriale Paesistico per il paesaggio agrario.
- 1989/1996 Gli incarichi urbanistici di questo periodo riguardano: Piano Regolatore Generale di Vigevano (Pavia) in collaborazione con Leonardo Benevolo; Piano Particolareggiato per la sistemazione dell'area compresa fra il torrente Letimbro e la nuova stazione ferroviaria di Savona; Piano Direttore dell'area occidentale della Provincia di Savona; Variante Generale al Piano Regolatore della città di Chiavari (Genova), con adeguamento al PTCP (piano Territoriale di Coordinamento Paesistico) ; Consulenze urbanistiche alle Amministrazioni Comunali di Monza, Lodi e Savona; Variante Generale al Piano Regolatore dei Comuni di Bagnolo Cremasco e Castelleone; Variante Generale del Piano regolatore di Imperia: controdeduzioni al voto regionale; Piano Pluriennale di Attuazione della Variante generale al Piano Regolatore della città di Cervia (Ravenna) ; Variante Generale al Piano Regolatore del Comune di Cremona; Valutazione di compatibilità del nuovo Centro Congressi Italia all'Eur di Roma, per conto di Eur 2000 - coordinamento scientifico del gruppo di lavoro Snam progetti-Aquater.
- 1996/2004 Dall'anno accademico 1999-2000 tiene il corso di Fondamenti di urbanistica presso la Facoltà di Architettura del Politecnico di Milano. L'università di Brescia gli affida, infine, il progetto del giardino della Facoltà di Ingegneria. Gli incarichi urbanistici di questo periodo riguardano: il Piano Particolareggiato del comparto delle colonne romane di San Lorenzo nel centro storico di Milano (del quale per il giubileo è stato eseguito l'intervento di riorganizzazione del traffico e di sistemazione del sagrato della chiesa) in collaborazione con il co-vincitore del concorso del 1985 prof. Emilio Battisti; il coordinamento scientifico del gruppo internazionale di quattro società di ingegneria (Tumer & Townsend, Land, Ferrovie Nord Milano, Tau) che ha vinto il concorso, bandito dalla Regione Liguria, per il progetto preliminare del PRUSST riguardante il suolo dismesso dalla ferrovia litoranea San Lorenzo al mare, San Remo, Ospedaletti nella Liguria occidentale; la ricerca, condotta in collaborazione con il prof. Alberico Barbiano di Belgioioso per conto del comune di Novara, sulla riorganizzazione del "sistema museale" della città; la Variante per il riassetto degli insediamenti produttivi lungo la strada Paullese fra il capoluogo del Comune di Bagnolo Cremasco e il comprensorio di bonifica dei cosiddetti Mosi; la ricerca (in collaborazione con gli architetti Grignaschi e Ragazzoni) di una nuova localizzazione del Consiglio comunale e degli Uffici del Comune di Novara. In campo edilizio: il restauro (in collaborazione con il prof. Emilio Battisti) della ex chiesa valdese sulla cerchia dei navigli a Milano; il progetto di una biblio-mediateca per il Comune di Milano in corso Sempione.

## Opere principali
- 1960-1963 Edificio per abitazioni in Via Domenico Guerrazzi 22, Milano
- 1985-1988 Edificio per abitazioni e banca in Piazza Marengo 6, Milano
- 1986-1989 Edificio per abitazioni in Via Pontaccio 16/18, Milano
- 1988-1991 Nuova sede della Facoltà di Ingegneria  Archiviato il 21 febbraio 2009 in Internet Archive., Brescia
- 1990-1995 Edificio per abitazioni e negozi in Viale Monte Santo 8, Milano
- 1998-2000 Torre per uffici in Via Restelli, Milano

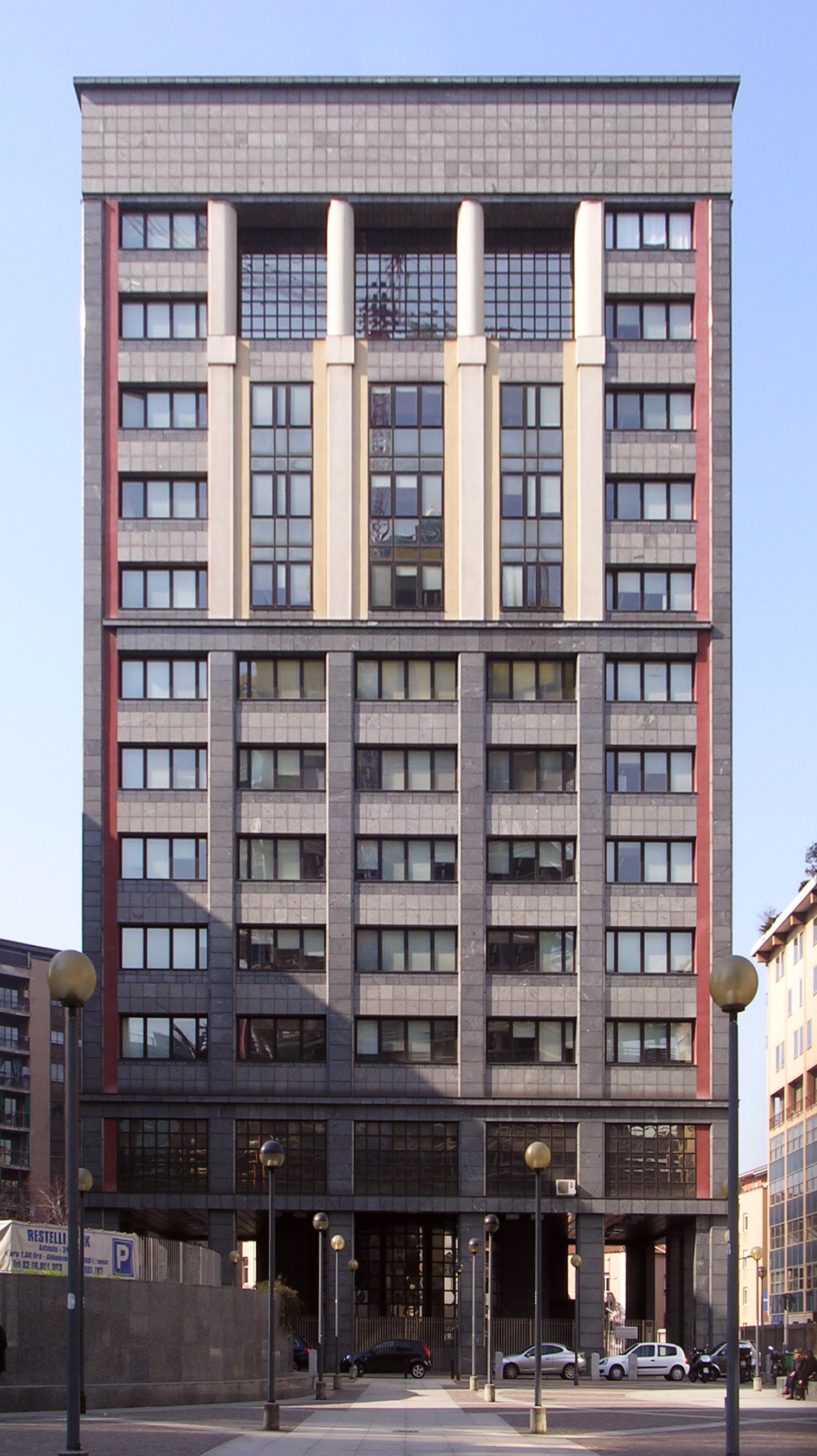

## Principali pubblicazioni
- "[Cultura del design]": un profilo dell'arte e della tecnica nella storia della civiltà, Tamburini, Milano 1964.
- L'individualità urbana: ricerche per una scienza del territorio, Dedalo Libri, Bari 1968.
- Piano e pianificatori dall'età napoleonica al fascismo: per una storia del piano regolatore nella città italiana contemporanea, Franco Angeli, Milano 1986.
- Complessità e progetto: quali politiche del territorio?, Clup, Milano 1987
- Comune di Cremona: variante generale al Piano Regolatore, Istituto Nazionale di Urbanistica, Roma 2001